# 全逓プラカード事件
全逓プラカード事件（ぜんていプラカードじけん）は、公務員の「政治的行為」に関する懲戒処分に関して争われた日本の裁判（取消訴訟）である。

## 概要
1966年5月1日に東京郵便局員のXは代々木公園で開かれたメーデー集会に参加した後で引き続き行われたデモ行進において「アメリカのベトナム侵略に加担する佐藤内閣打倒―首切り合理化絶対反対　全逓本所支部」の横断幕を掲げて約30分間行進した。
同年11月にXは前述の行為について人事院規則14-7の5項4号及び6項13号の「特定の内閣を支持し又はこれに反対すること」「政治的目的を有する（略）文書（略）を掲示」に該当し、国家公務員法102条1項に違反するものとして東京郵便局長から戒告処分を受けた。Xはこの処分の取り消しを求めて訴訟を提起した。
1970年11月に東京地方裁判所は「一般公務員も市民として政治的行為の自由を保障されており、国家公務員法などで禁止されている政治的行為は政策又は法律の立案などに参画、行政裁量権をもって政策、法律の執行を担当する公務員の行為や公務員がその地位を利用し、又はその職務執行行為と関連して行った行為に限定される」とした上で本件について「郵便配達は機械的労務の提供に過ぎず、Xの行為は職務執行と無関係で懲戒処分は憲法に違反する」として処分の取り消しを認めた。1973年9月19日に二審の東京高等裁判所も同様の判断を示して被告の控訴を棄却した。被告は上告した。
1980年12月23日に最高裁判所は「人事院規則の政治行為禁止規定が憲法21条に違反しないのは猿払事件の最高裁大法廷判決の趣旨に照らして明らか」「懲戒処分として最も軽い戒告処分であることを考えると、社会通念に照らした場合、合理性を欠いた懲戒権の乱用にあたるものとはいえない」として処分を違法とした二審判決を破棄し、処分は違法ではないとしてXの請求を棄却した。環昌一は「公務員に対する政治的行為の禁止は合理的で必要やむを得ない限度にとどまる限りにおいてのみ憲法上許容される」とし、「横断幕の文言から政治的目的を持つものと解することができないものではないとしても、横断幕の掲出事態に一個の政治的行為として法的意義を認めようとすることは、メーデー行進の実態にそぐわぬ無理な解釈であり、当該行為を政治的行為に当たるとみて行われた懲戒処分は違法であり取り消されるべき」とする反対意見を述べた。